# زاوية بن صميم
زاوية بن صميم أو بن صميم (بالأمازيغية: ⴱⴻⵏ ⵚⵎⵉⵎ)، هو دوار مجمع ينتمي لمشيخة ايت عرفة تيڭريڭرا، ينتمي إداريا لجماعة بن صميم، إقليم إفران، جهة فاس مكناس، المغرب. يبلغ عدد سكانه 1346 نسمة حسب الإحصاء الرسمي للسكان والسكنى لسنة 2014. تقع زاوية بن صميم بمنطقة جبلية بالأطلس المتوسط الهضبي الأوسط، بين مدينتي أزرو وإفران، في منطقة غابوية ذات مناخ شبه رطب. تشتهر زاوية بن صميم بمستشفى بن صميم للأمراض الصدرية الذي شيد بالقرية سنة 1948 من قبل الاحتلال الفرنسي، على مساحة 35 هكتارا، كما تشتهر بالمنبع المائي بن صميم، الذي تسوق مياهه بإسم عين إفران. 

## أصل التسمية

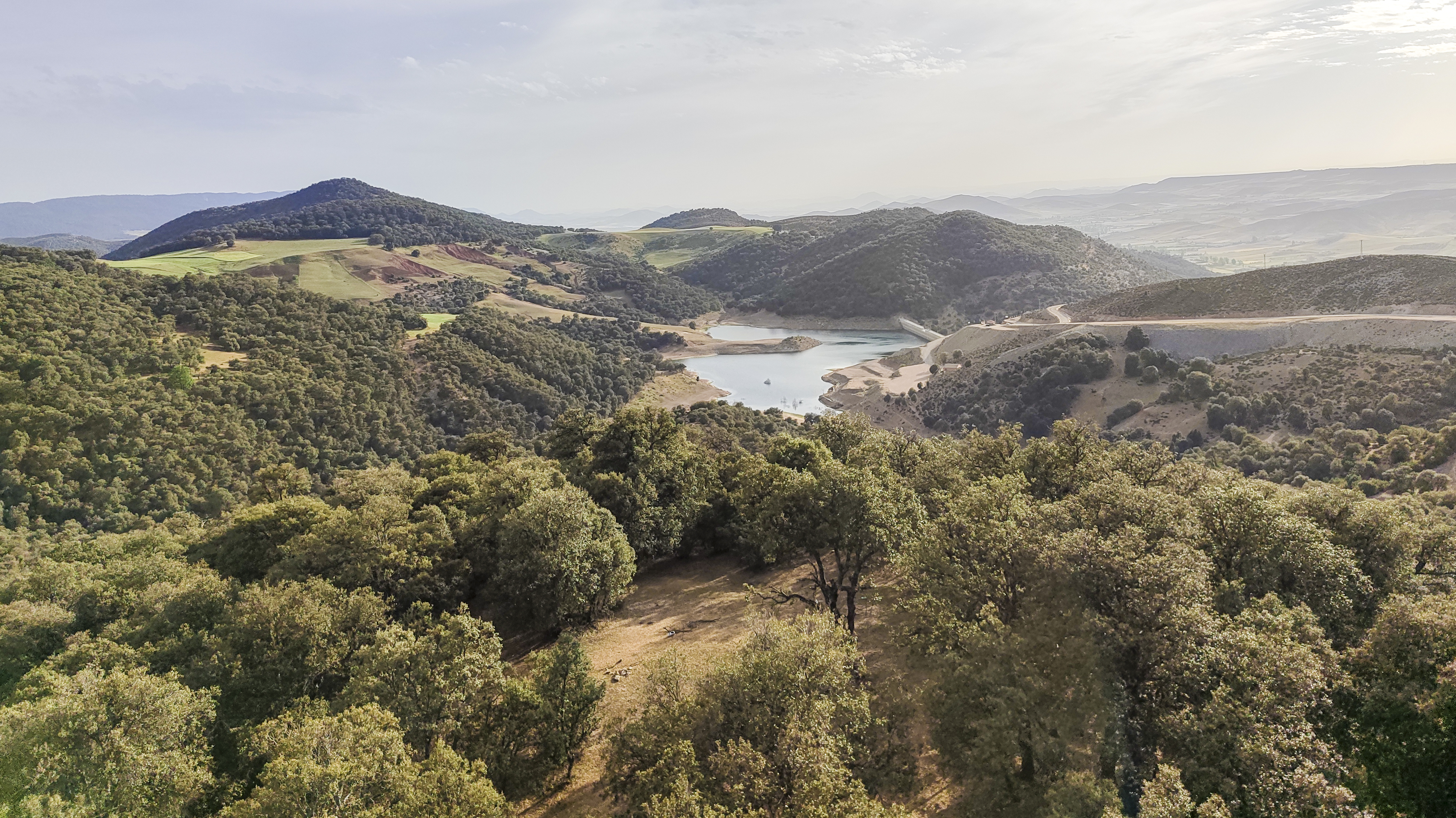
سد ميشليفن من سطح مستشفى بن صميم

كانت زاوية بن صميم تعرف سابقا بقرية بوموسى أو قرية أولاد أبي موسى نسبة إلى أولاد وأحفاد أبي موسى الدغوغي، لكن بعد وصول المستعمر الفرنسي للمنطقة أطلق عليها "بن صميم"، وهو اسم مشتق من كلمة "الصمايم" بالدارجة المغربية، وتعني فترة صيفيّة شديدة الحرارة تمتدّ حوالي أربعون يوما. أطلق هذا الإسم على المنطقة لأن القبائل المجاورة اعتادت أن تتزود بالمياه من منبع زاوية بن صميم خلال هذه الفترة من السنة.

## التاريخ

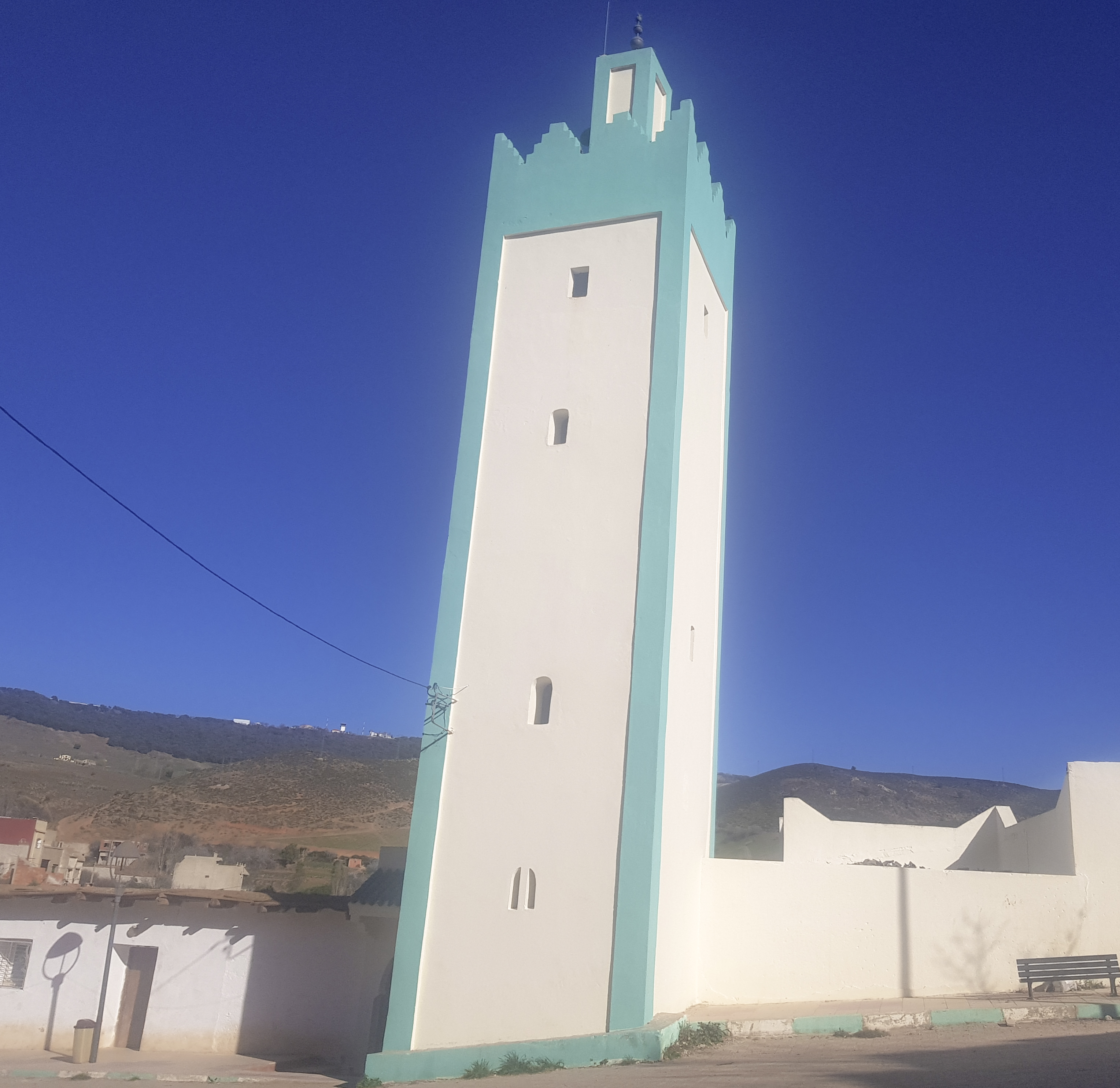
مسجد زاوية بن صميم

ما يزال تاريخ الاسقرار البشري الأول بمنطقة زاوية بنصميم غامضا، إلا أن بعض الروايات تشير إلى أن المنطقة عرفت تأسيس زاوية صغيرة تابعة للزاوية الدلائية سنة 1637 م، لكن بعد سقوط الدلائيين على يد العلويين، عرفت منطقة زاوية بنصميم استقرارا بشريا جديدا من طرف الشرفاء الدغوغيين المعروفين بآيت سيدي بوموسى، الذين ارتحلوا إلى هذه المنطقة قادمين من قصر أند نواحي زاوية سيدي حمزة. حسب الوثائق التاريخة والروايات الشفوية، تنتسب زاوية بن صميم إلى أهل أبي موسى الدغوغي المعروفين بايت سيدي بوموسى، وهم من سلالة المولى إدريس الأول. غادر أهل آيت سيدي بوموسى موطنهم بمنطقة فڭيك شرق المغرب فرارا من القائد العسكري موسى بن أبي العافية (بو عافية) الذي أعلن الحرب ضد الأدارسة، فاستقروا بقرية قصر أند نواحي زاوية سيدي حمزة على سفح جبل العياشي بالأطلس الكبير الشرقي. بعد أن حل الاستقرار السياسي بالمغرب، تفرق أهل أبي موسى الدغوغي على مناطق مختلفة من الدولة، ومن بين المناطق التي استقروا بها، زاوية بن صميم.
إلى جانب عائلة آيت سيدي بوموسى، توافدت على زاوية بن صميم عائلات أخرى من مناطق مختلفة من المغرب، بعضهم جاء للمنطقة أيضا من قصر أند ويعرفون ب "أيت واند" أو "أيت أوكاند"، وبعضها جاء من تزروفت ويعرفون ب "إزروفن"، والبعض الأخر جاء من إنسكمير ويعرفون ب "أيت عياش"، والبعض توافد من سيدي بوكيل ومن أيت سغروشن ومن أيت يوسي، وهناك عائالت أخرى قدمت من إغرم العالام الواقعة بين القصيبة وبني ملال، ومن أيت انظير إقدار ومن تنجداد ومن أيت يحيى وإتزر ودكالة ومدغرة وميسور وقصر السوق وغيرها. ظلت عائلة آيت سيدي بوموسى (باتت تعرف بآيت الفقيه) تحظى باحترام وتقدير باقي العائلات، كونهم من الفقهاء وحفظة القرآن. تتألف اليوم زاوية ابن الصميم من حوالي 14 عائلة، تتوزع على أربع فخذات، تمت تسميتها على أسماء أوالد وأحفاد سيدي أبي موسى الدغوغي. وهي فخذة أيت عبد الله والحسن، وفخذة أيت عبد الرحمان، وفخذة أيت عبد القادر، وفخذة أيت بلقاسم، وتشكل هذه الفخذات الجماعة السلالية للأراضي الجماعية بزاوية ابن الصميم. 
ظهر إهتمام الإستعمار الفرنسي بالمنطقة سنة 1945 عندما قررت سلطات الحماية تشييد مصحة لمرضى السل بالمنطقة، حيث تعايش أهالي القرية مع الفرنسيين في جو سلمي، كما وفر المستعمر تجهيزات أساسية للسكان مثل الخدمات الصحية والتمدرس والمياه الصالحة للشرب وفرص الشغل.

## الجغرافيا

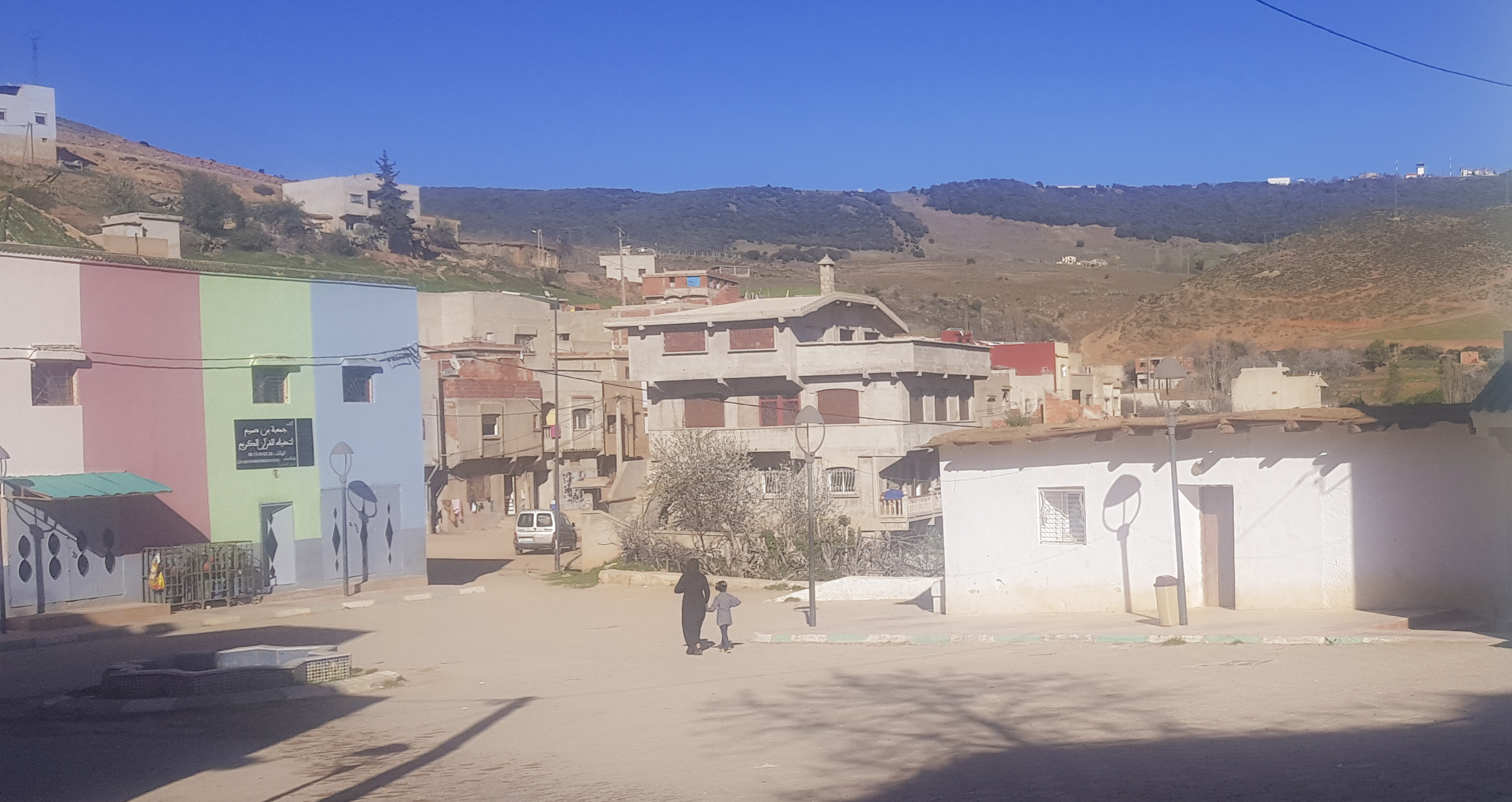
مركز زاوية بن صميم

تقع زاوية بنصميم في منطقة اتصال الهضبة العليا الكلسية لإيفران وسهل تكريكرا الغريني، بالأطلس المتوسط الأوسط الهضبي، تبعد ب 11 كلم على مدينة أزرو، وب 13 كلم على مدينة إفران. يبلغ ارتفاع القرية 1400 متر فوق سطح البحر، على سفح وادي بن صميم الذي ينبع من العيون المتواجدة بالمنطقة. مناخ زاوية بن صميم هو مناخ متوسطي شبه رطب، يتميز بفصل شتاء بارد وممطر،حيث تعرف المنطقة تساقطات ثلجية ومطرية مهمة بمعدل سنوي يفوق 800 ملم، ما يجعل القرية تتوفر على موارد طبيعية مهمة، على رأسها المنابع المائية النابعة من الفرشة المائية لتيكريكرة التابعة للحوض المائي لسبو، وغابات البلوط الأخضر الغنية بالوحيش والطيور البرية.
تتبع لزاوية بن صميم أراضي زراعية ورعوية محيطة، يطلق على كل جزء منها اسم خاص، ومن أبرز المناطق التابعة لزاوية بنصميم هناك: أمادل تيزي •  نيميرو •  تاكوديرت •  جعبة •  أحملال •  لكوب •  كديات •  تلات اصنضال •  داون تروة •  داون تيشوت •  سلاليح •  بوحزاما •  تلت أوني •  تلات •  برا يغرم •  أطحطاح •  تيسار •  تيشوت •  تلات نجماعت •  تاولمامت •  تاغزوت •  لكصيرة •  أدوازكاغ •  الكوشت •  إيدمران •  أوني •  المرس •  تيغبولا •  أحروق.

## السكان

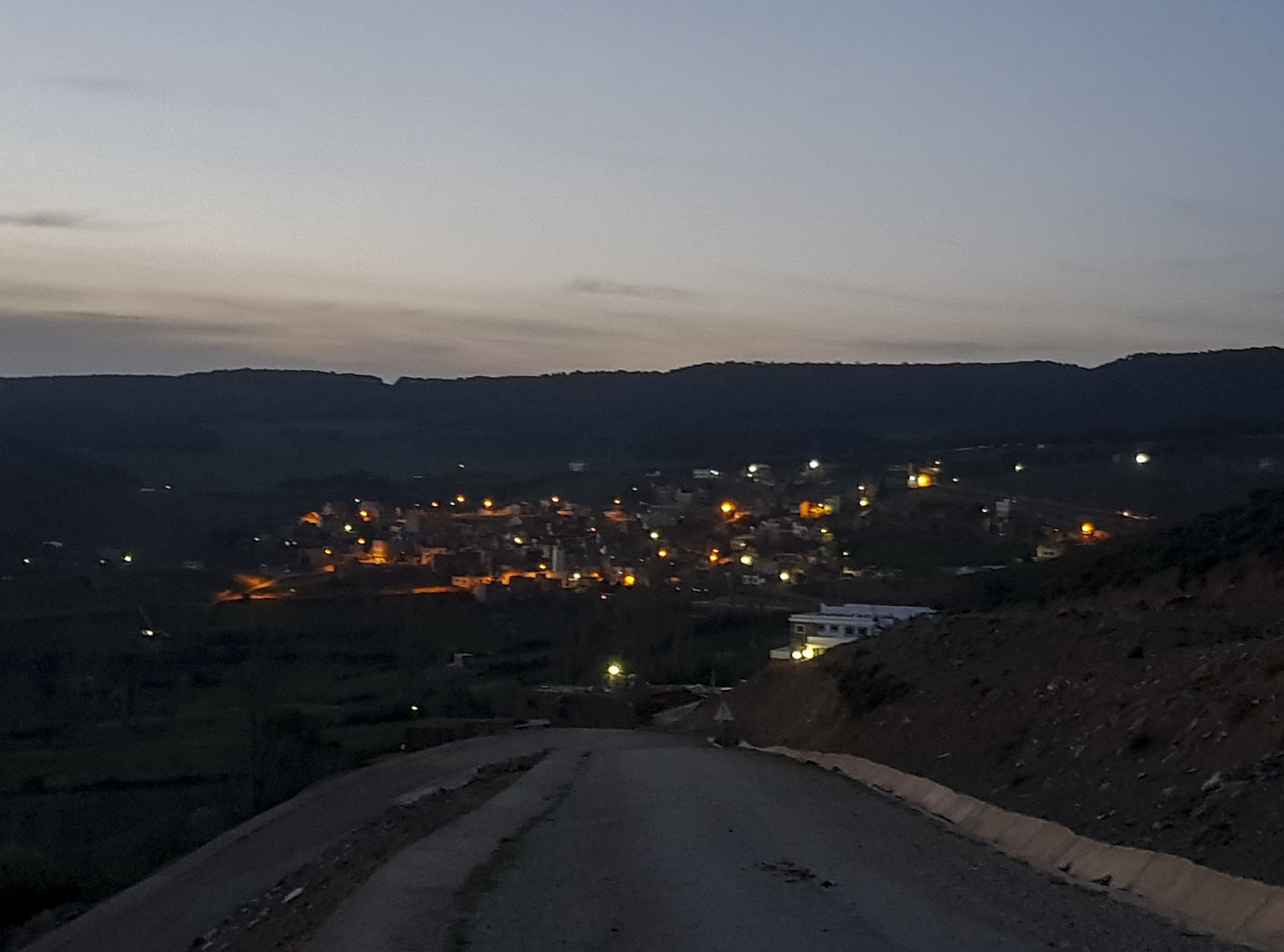
زاوية بن صميم ليلا

يقدر عدد سكان زاوية بن صميم بـ 1346 نسمة، و348 أسرة حسب الإحصاء الرسمي للسكان والسكنى لسنة 2014، يبلغ فيها معدل تمدرس الأطفال بين 6 و11 سنة 93,5 في المئة، وتبلغ نسبة الأمية 32,7 في المئة. يبلغ معدل نشاط الساكنة 52,4 في المئة، ومعدل البطالة 9 في المئة. 45,1 في المئة من الأسر يقطنون في مساكن قروية، و49,7 في المساكن حديثة. 93,1 في المئة من الأسر مزودة بالكهرباء، و45,1 في المئة من الأسر مزودة بالماء الصالح للشرب، و79,6 في المئة من الأسر مزودة بنظام الصرف الصحي. اللغة المتداولة في زاوية بن صميم هي الدارجة المغربية، والأمازيغية.

## الأنشطة الإقتصادية

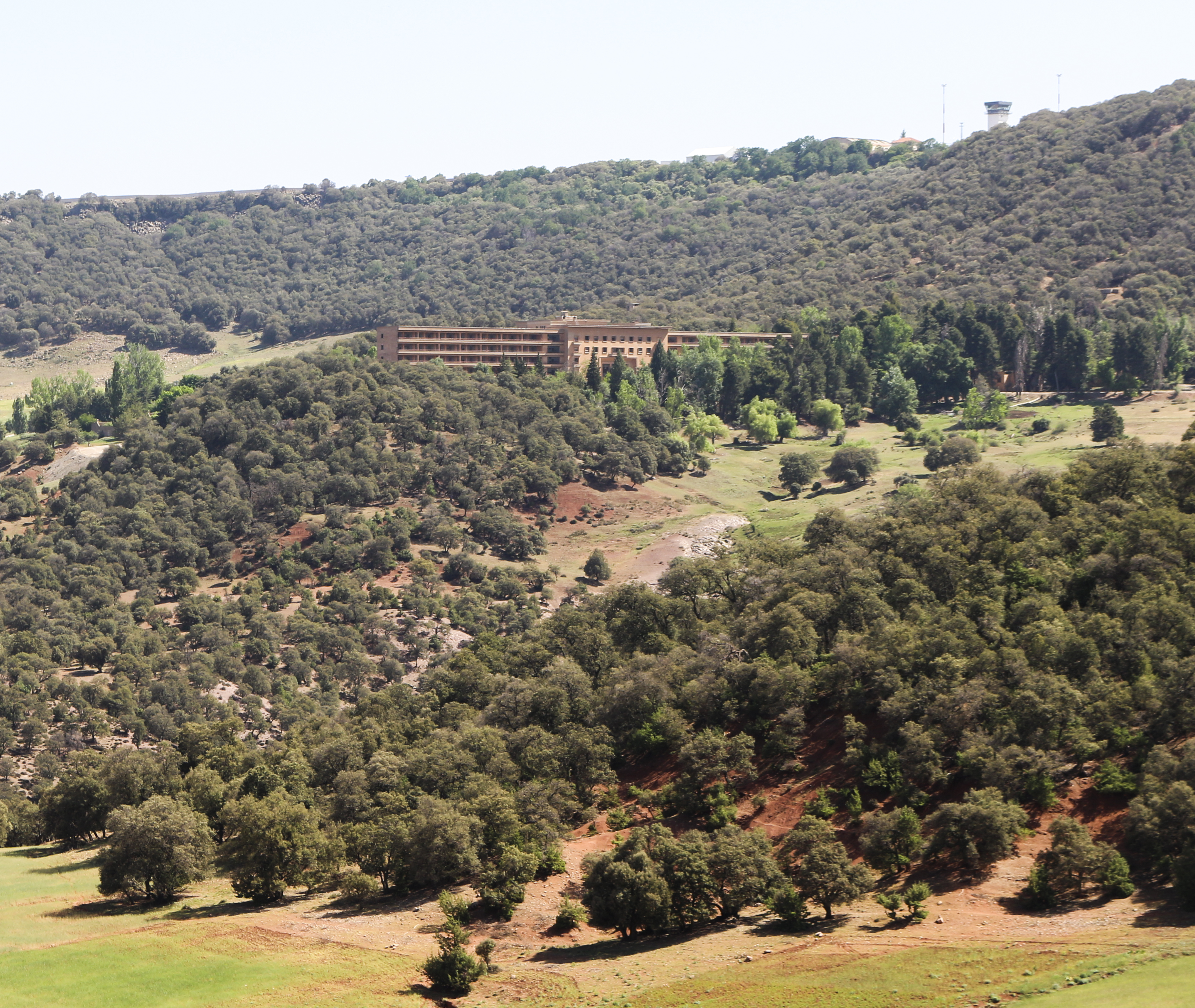
مستشفى بن صميم يعلوه مطار إفران

### الزراعة
تعتبر الزراعة النشاط الإقتصادي الرئيسي لزاوية بن صميم، حيث تشتهر المنطقة بأشجار الفاكهة، خاصة إنتاج الكرز والتفاح والإجاص، إضافة إلى الخضراوات والحبوب، إلا أن الزراعات المسقية تضررت بعد إنشاء مصنع تعبئة وتعليب المياه المعدنية "عين إفران"، حيث إنخفض نصيب الساكنة من المنبع الرئيسي للمياه بالمنطقة، لمعالجة هذا الوضع تم تشييد سد مشليفن بمنطقة تالات لجماعت التابعة لزاوية بنصميم من أجل تعويض الفلاحين، والحفاظ على الهوية الزراعية للمنطقة.

### الرعي
ينتشر نشاط الرعي بزاوية بنصميم، بحكم أن المنطقة تتوفر على مجالات رعوية وغابوية مهمة مثل غابة الجعبة، وأراضي الكديات، وتشكل الأغنام أغلب ماشية المنطقة إضافة إلى الماعز والأبقار، كما توجد بالمنطقة العديد من مَآوِي الرعاة التي تستخدم من أجل الانتجاع الموسمي نحو المراعي. يعرف قطاع الرعي مشاكل عدة بالمنطقة بسبب تقلص حجم المراعي والتغيرات المناخية والمنافسة مع القبائل المجاورة حول الأراضي الرعوية.

### الصناعة
تضم زاوية بن صميم مصنعا واحدا، هو مصنع تعبئة المياه المعدنية "عين إفران"، وهو مصنع متخصص في صناعة القوارير البلاستيكية وتعبئتها وشحنها نحول التسويق، لكن مساهمة المصنع في توفير فرص عمل للساكنة في المجال الصناعي ما تزال ضعيفة. 

### السياحة

#### السياحة الطبيعية
زاوية بن صميم هي منطقة جبلية غنية بمؤهلات سياحية طبيعية مختلفة من منابع المياه المعدنية، والوديان دائمة الجريان والمناظر الطبيعية، وغابات البلوط الأخضر الكثيفة، وأيضا هوائها الصحي، كما تعرف تساقطات ثلجية مهمة.

#### السياحة المعمارية

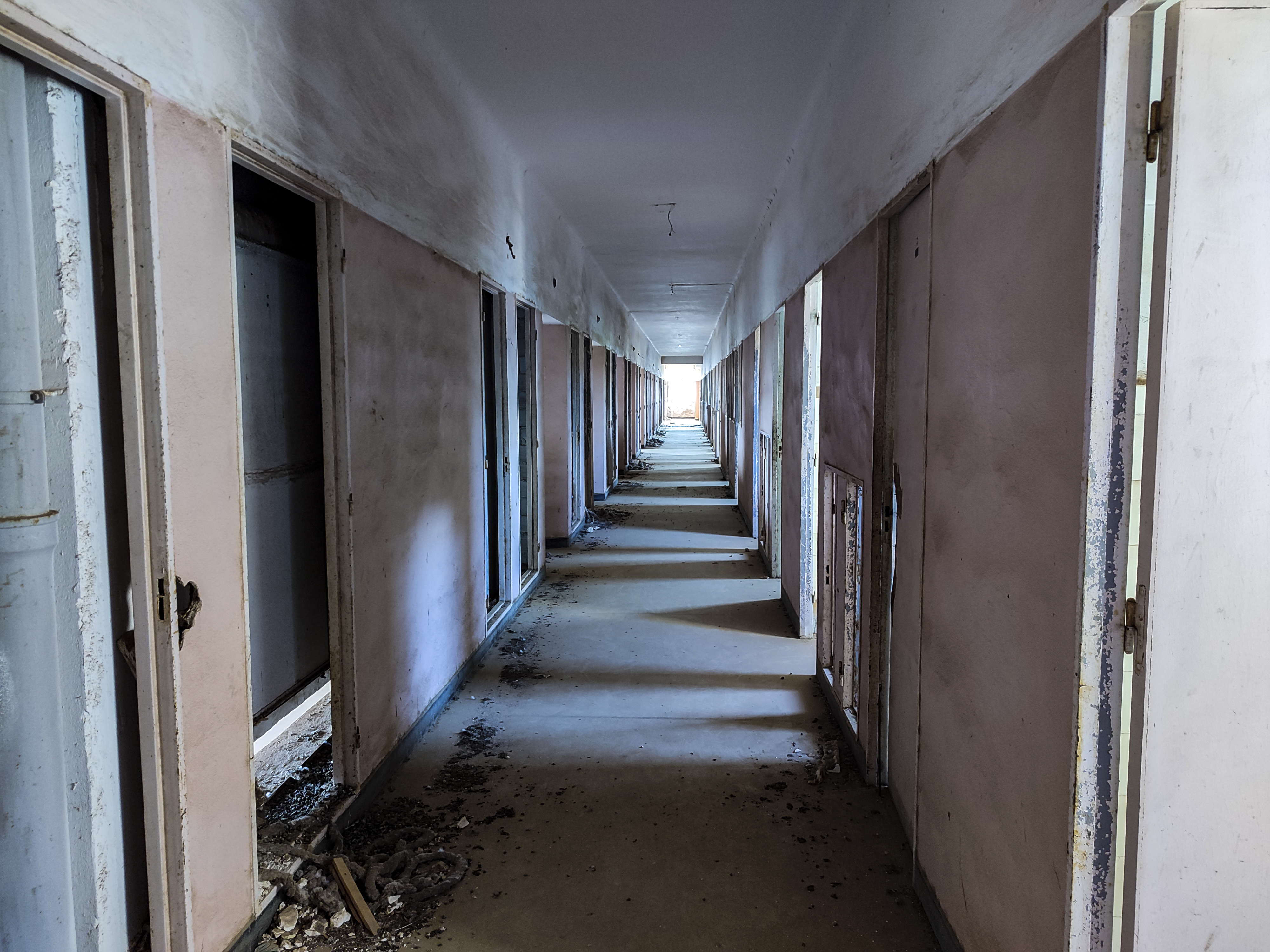
مستشفى بن صميم من الداخل

تضم زاوية بن صميم مشتشفى مهجور شيد من طرف المحتل الفرنسي على مساحة 35 هكتارا، وهو معلمة عمرانية وتاريخية وسط غابة البلوط، تعتبر مصدر جذب سياحي رغم كونها مغلقة وغير مؤهلة، كما تتميز زاوية بن صميم ببنائها التقليدي بالتراب والحجارة. 

#### السياحة الصناعية
يوفر مصنع تعبئة مياه عين إفران بزاوية بن صميم خدمات سياحية صناعية تتجلى في تمكين الزوار من الوقوف عند مختلف مراحل تصنيع وتعبئة المياه، والتعرف على التراث الطبيعي والصناعي للمنطقة.

#### السياحة الثقافية
زاوية بن صميم معروفة بصناعتها التقليدية، خاصة صناعة النسيج والزرابي التقليدية، كما أنها تشتهر بإنتاج الأعشاب الطبية والعطرية.

#### السياحة الترفيهية
تضم زاوية إفران منتجعا وملعبا راقيا للجولف وهو ملعب ميشليفن، كما تمارس فيها رياضة الصيد بالقصبة والقنص، وتضم المنطقة عددا من الْمَآوِي السياحية العصرية. تعتبر السياحة بمنطقة زاوية بن صميم سياحة راقية، لا تستفيد منها الساكنة بشكل مباشر. 

## المعالم

### مستشفى بن صميم لللأمراض الصدرية والتنفسية

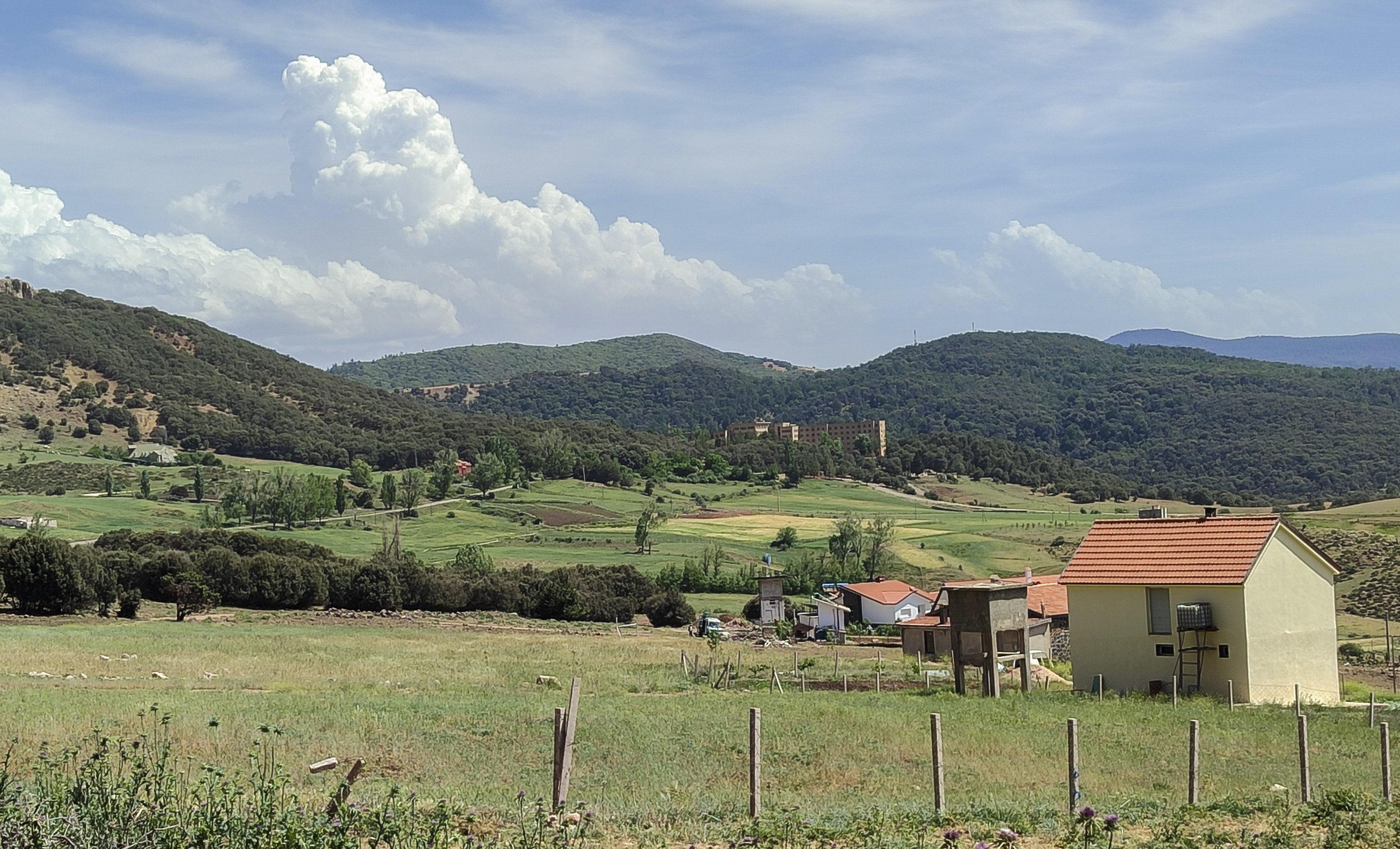
أراضي زراعية من زاوية بن صميم

تم تشييد مستشفى بن صميم في عهد الحماية على ربوة مرتفعة وسط غابة البلوط الأخضر بزاوية بن صميم، على ارتفاع 1511 متر على سطح البحر، وعلى مساحة تقدر ب 35 هكتار تقريبا. وقع الاختيار على هذه المنطقة لإقامة المصحة نظرا لهوائها الطبيعيى الصحي، وجودة مواردها الطبيعية، وذلك بعد دراسة قام بها كل من المهندس المعماري "جاك ساج" بتعاون مع المهندس "هينري روسان".  بعد وضع الحجر الأساس للمصحة أطلق عليها إسم مصحة موريس بونجان، ثم تغير إسمها بموجب الظهير الشريف المؤرخ في 31 يناير 1953، وأصبحت تدار كمؤسسة عمومية تحمل اسم المركز الاستشفائي للأطلس المتوسط.  دشنت المصحة رسميا يوم 18 أبريل 1955 من طرف المقيم العام الفرنسي بالمغرب فرانسيس لاكوسط، والكاتب العام لإدارة الحماية بيبون موريس، والكولونيل هيبرت مدير الداخلية، والسيد ليفاسور وهو مدير عيادة، ورئيس منطقة مكناس، والكولونيل كليسكا، رئيس دائرة أزرو. بمناسبة حفل التدشين ألقيت أربع كلمات من طرف كل من الدكتور جاك كاطا مدير المستشفى، والدكتور جيورج سيكولط مدير الصحة العمومية والعائلة بالمغرب، والدكتور أوجالو مدير التطهير العمومي الذي قدم إلى المغرب لتمثيل وزير الصحة العمومية الفرنسي. والمقيم العام الفرنسي بالمغرب، ومن أهم ما جاء في هذه الخطابات:
" إن تأسيس مصحة بن صميم يعتبر حلقة مهمة ومتطورة في تاريخ الصحة العمومية بالمغرب، ومكانته بين بقية الأمم التي بعدما ستقضي على الأمراض الصحية المزمنة ستشرع في مواجهة وحل المشاكل الاجتماعية" - الدكتور أوجالو، مدير التطهير العمومي الفرنسي.
"إن بناء هذه المؤسسة الصحية بمنطقة أزرو سيربط أقصى جنوب المغرب إلى حدود وجدة فيما يتعلق بمحاربة داء السل"، كما أشار أيضا إلى أن بناء هذه المؤسسة الضخمة هو بمثابة إظهار حسن نية فرنسا في المغرب الذي يتجلى في كونه عمل إنساني يهدف إلى القضاء على الأمراض المزمنة - فرانسيس لاكوسط، المقيم العام الفرنسي بالمغرب.
أنفقت الدولة على هذا المستشفى مبلغا يقدر ب 87.854.918 فرنك، وكان الأول من نوعه حينها، ومن بين المستشفيات الحديثة الأولى في العالم. سنة 1956 زار الملك محمد الخامس بدوره هذه المصحة وتفقد أحوال المرضى. تم بناء المستشفى على شكل حرف T، يضم 7 طوابق، و أزيد من 400 غرفة مختلفة الوظائف، من غرف المرضى، إلى غرف العمليات والجراحة والحجر الصحي، إضافة إلى المطبخ وقاعة الأكل، وقاعة الإستقبال، والمرأب ومستودع الموتى، والسينما، والمصاعد، كما كانت المصحة مجهزة بالكهرباء والماء الساخن، واستخدمت فيها أجهزة حديثة. توجد في المشتشفى أيضا كنيسة ومسجد للعبادة، إضافة إلى العديد من المرافق الأخرى.. بعد استقلال المغرب سنة 1956، تكفلت وزارة الصحة المغربية بإدارة المستشفى، وفي سنة 1973 تم إغلاقه بشكل نهائي، وأصبحت المباني والمساكن الخارجية بمثابة مركز للإستجمام خاص بموظفي وزارة الصحة المغربية. تعرض المستشفى خلال هذه الفترة لنهب وتخريب جميع تجهيزاته الطبية، وخلا منتصف الثمانينات من القرن الماضي، تم استغلاله كمعسكر للتدريب، ليصبح بعدها بناية مهجورة روجت حولها إشاعات بكونها مسكنا للجن. بررت وزارة الصحة المغربية إغلاق المستشفى بانخفاض نسبة الوفيات بداء السل في المغرب. هذا الوضع دفع بعض النشطاء في المنطقة للمطالبة بإعادة فتح المستشفى، أو تحويله إلى فندق تستفيد منه الساكنة. 

### مطار إفران

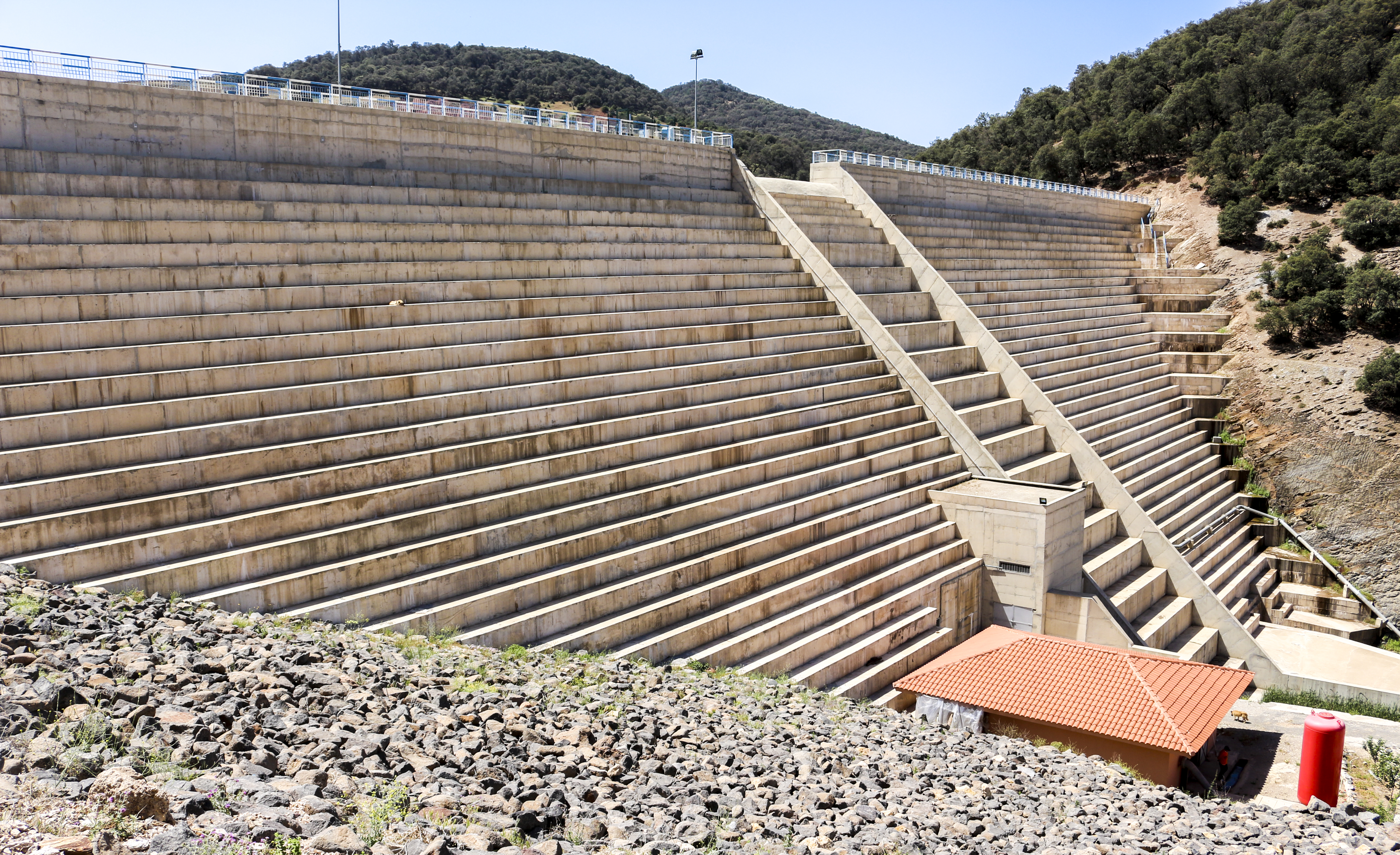
سد ميشليفن بزاوية بن صميم

هو مطار ترفيهي، أقيم جزء منه على الأراضي السلالية لزاوية بن صميم، يضم موقفين لطائرة B737/8، وطاقته الاستيعابية 6 طائرات من نوع غولف ستريم، لديه مدرج هبوط طوله 2100 متر، وعرضه 45 متر، ومجهز بالملاحة الجوية NDB.

### منتجع وجولف ميشليفن
هو منتجع سياحي، وملعب جولف جبلي فخم 5 نجوم بزاوية بن صميم، مجهز بجل وسائل الرفاهيم ويوفر العديد من الخدمات السياحية الترفيهية.

### منبع ومصنع عين إفران
يقع منبع زاوية بن صميم بمنطقة اتصال الهضبة العليا الكلسية لإيفران وسهل تكريكرا الغريني بالأطلس المتوسط الأوسط الهضبي، توجد على الطريق الجهوية رقم 7202 بين الطريق الوطنية رقم 13 والطريق الوطنية رقم 8. يوجد قرب المنبع المائي بن صميم مصنع تعبئة مياه عين إفران وشحنها نحو التسويق وسط غابة البلوط الطبيعية. منذ سنة 2002 بدأت الأطماع الإقتصادية في استغلال مياه عين زاوية بن صميم كمورد إقتصادي من طرف شركة «أورو أفريقيا للمياه»، ثم مع شركة «براسري» المسجلة في المغرب والتي وتعود ملكيتها لمجموعة «كاستل» الدولية. واجهت ساكنة زاوية بن صميم هذه الأطماع بالإحتجاج، نظرا للنمط الإقتصادي للساكنة الذي يعتمد أساسا على الفلاحة المسقية، لكن هذه الإحتجاجات ووجهت بالقمع، حيث صدرت أحكام بالسجن لمدة ثلاثة أشهر موقوفة التنفيذ وغرامات مالية في حق بعض المحتجين، ورغم نجاح الشركة في تشييد مصنع تعبئة المياه، إلا أن الساكنة ما تزال متشبثة بمطالبها، خاصة أن هذه القضية عرفت تضامنا واسعا من طرف المجتمع المدني الوطني والدولي، بما فيه جمعية العقد العالمي للماء. 

### مخيم بن صميم
تتووفر زاوية بن صميم على مخيم تابع لوزارة الشباب والثقافة والتواصل المغربية، يقدم خدمة الإستجمام للأطفال، ومزود بمسبح.

### سد ميشليفن
هو سد تم تشييده على واد بن صميم لتحصيل مياه المنبع المائي لبن صميم بالمنطفة المعروفة بتالات لجماعت. تم تشييد هذا السد لهدفين هما سقي جولف ميشليفن، وتعويض الفلاحين على فقدانهم لمياه المنبع المائي. يفترض أن يسقي هذا السد حوالي 3000 هكتار من أراضي صغار الفلاحين، بحقينة تبلغ 1,5 مليون متر مكعب، وحجم إجمالي منظم من المياه يناهز 2 مليون متر مكعب.

## البنية التحتية
تقع زاوية بن صميم على الطريق الجهوية رقم 7202، وهي طريق في حالة سيئة، ما دفع سكان المنطقة إلى المطالبة بتوفير طرق في حالة جيدة من أجل تشجيع السياحة، كما تتوفر زاوية بن صميم على مدرسة ابتدائية، وروض للتعليم الأولي، ومركز صحي للاستشارات الطبية، ومركز للولادة، ومركز بريد لاستقبال الرسائل. توجد بالقرية ايضا عدة جمعيات وتعاونيات مثل جمعية أطلس بن صميم لكرة القدم، وتعاونية الشفاء للأعشاب الطبية. كما يوجد بزاوية بن صميم 6 مَآوِي سياحية. 

## معرض الصور

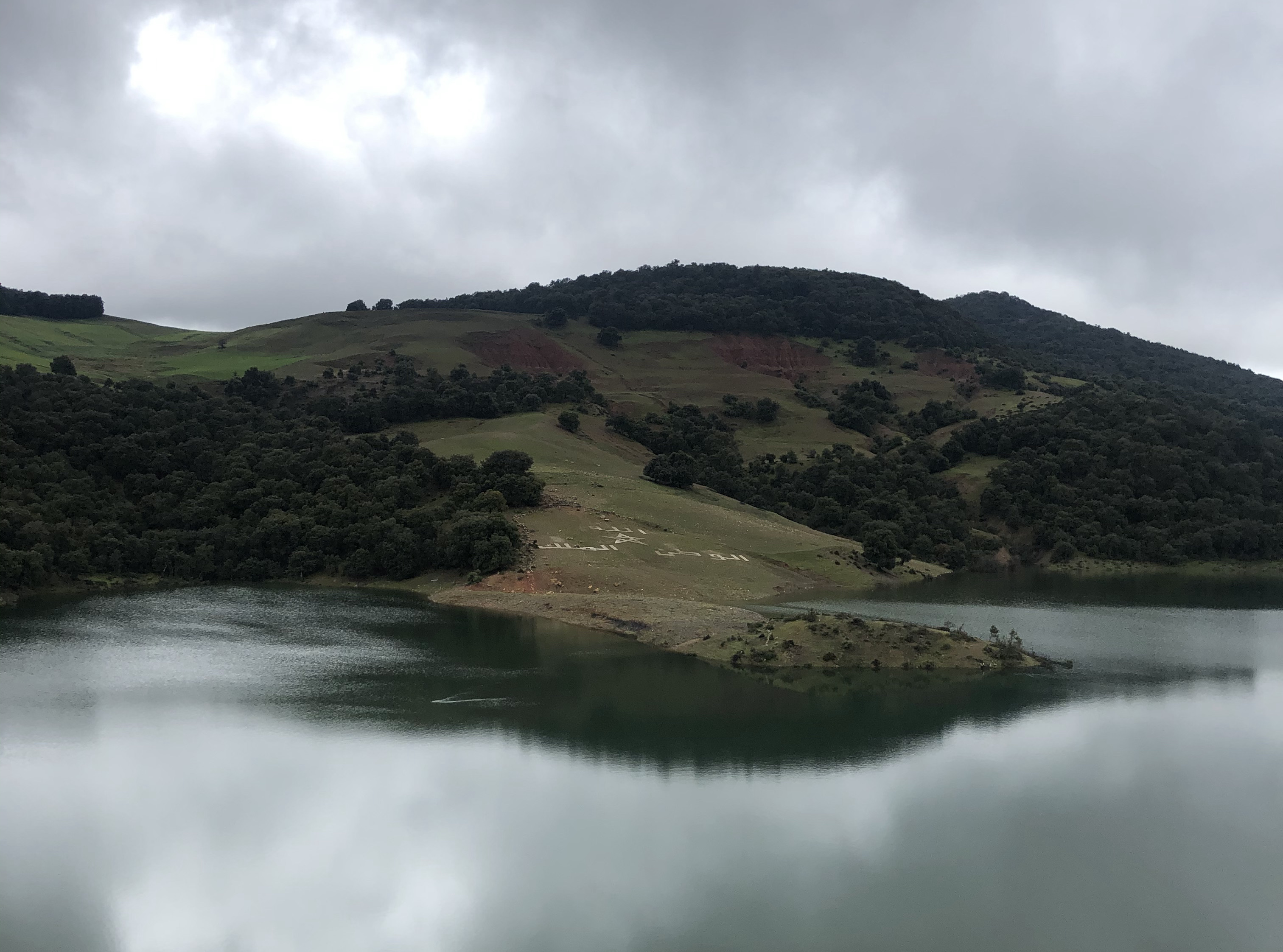
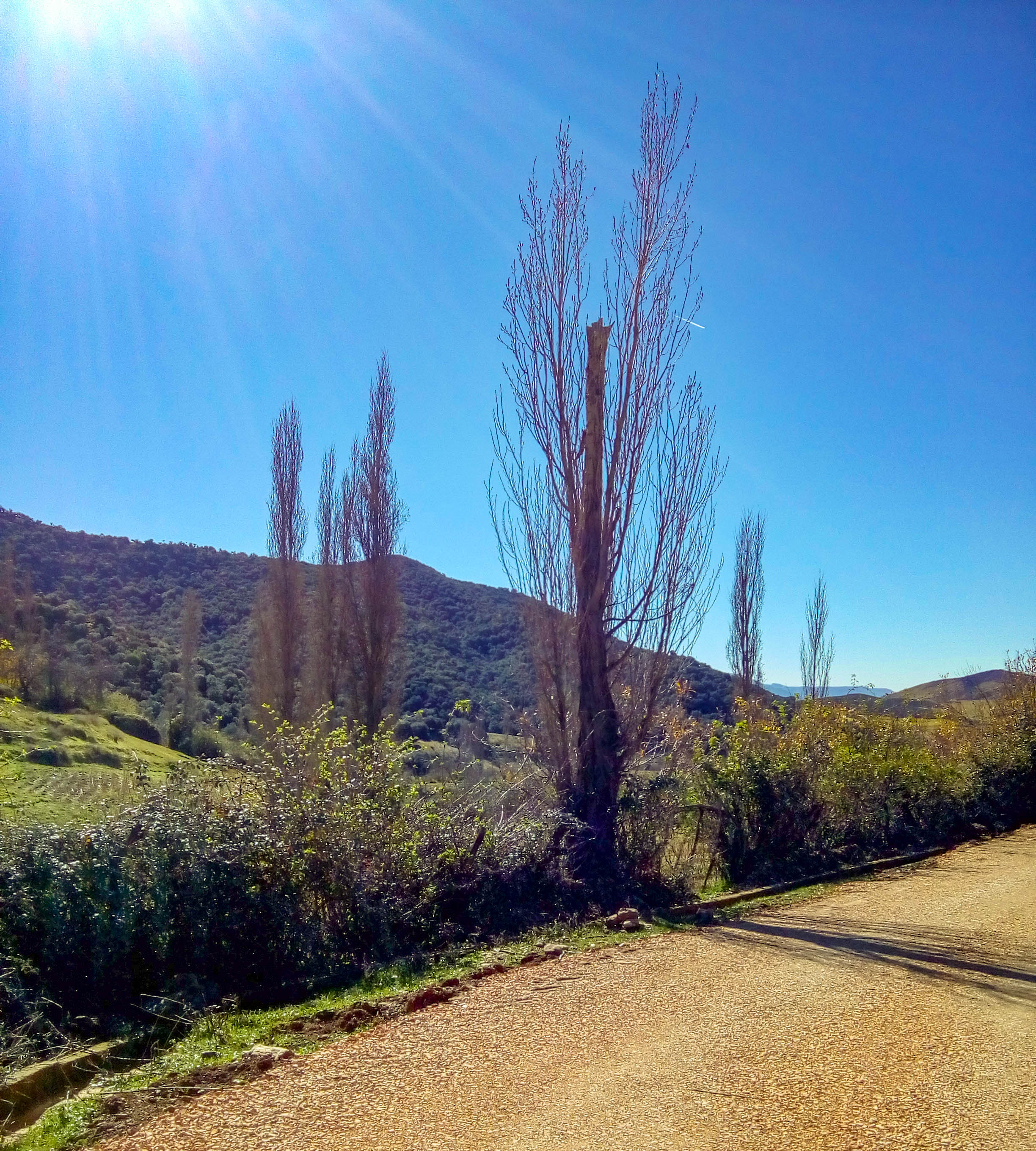
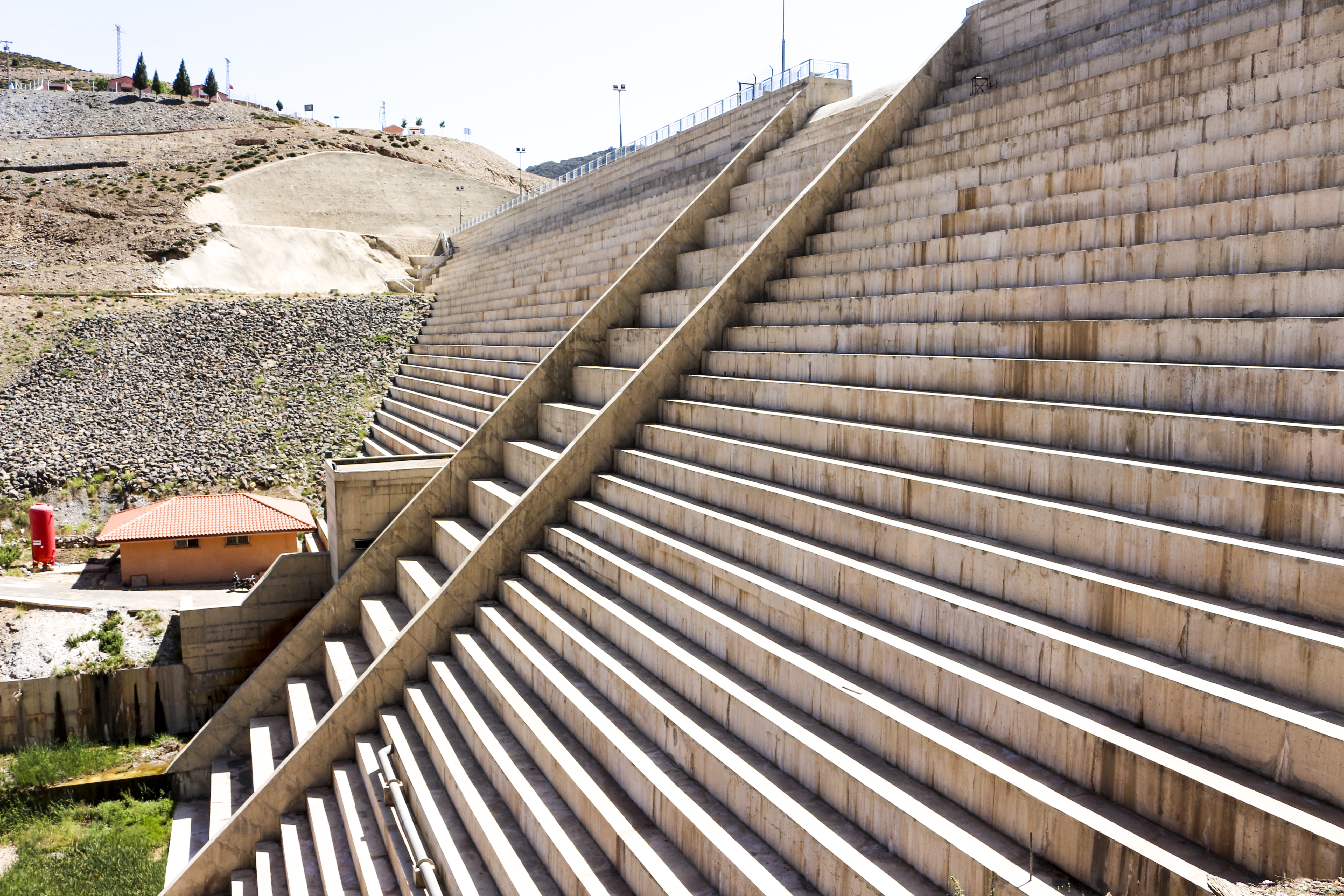
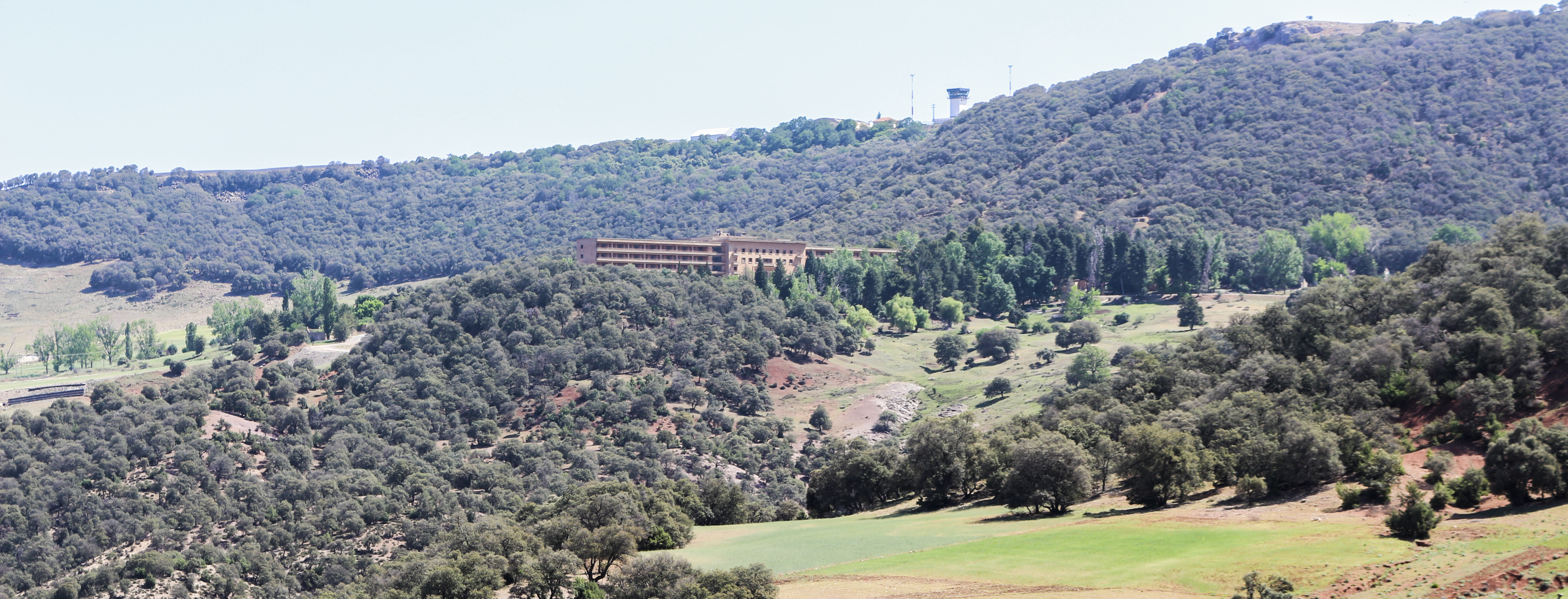
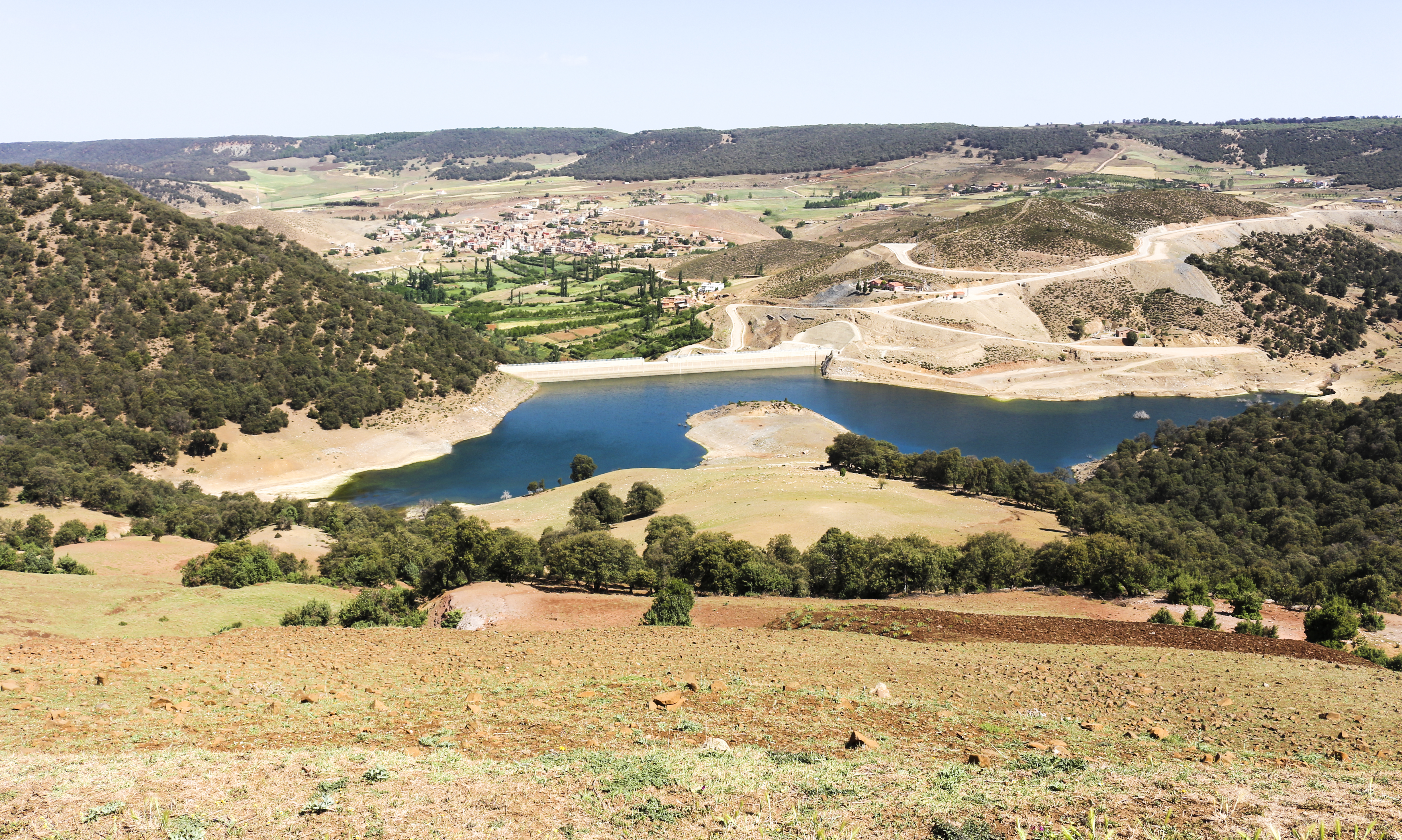
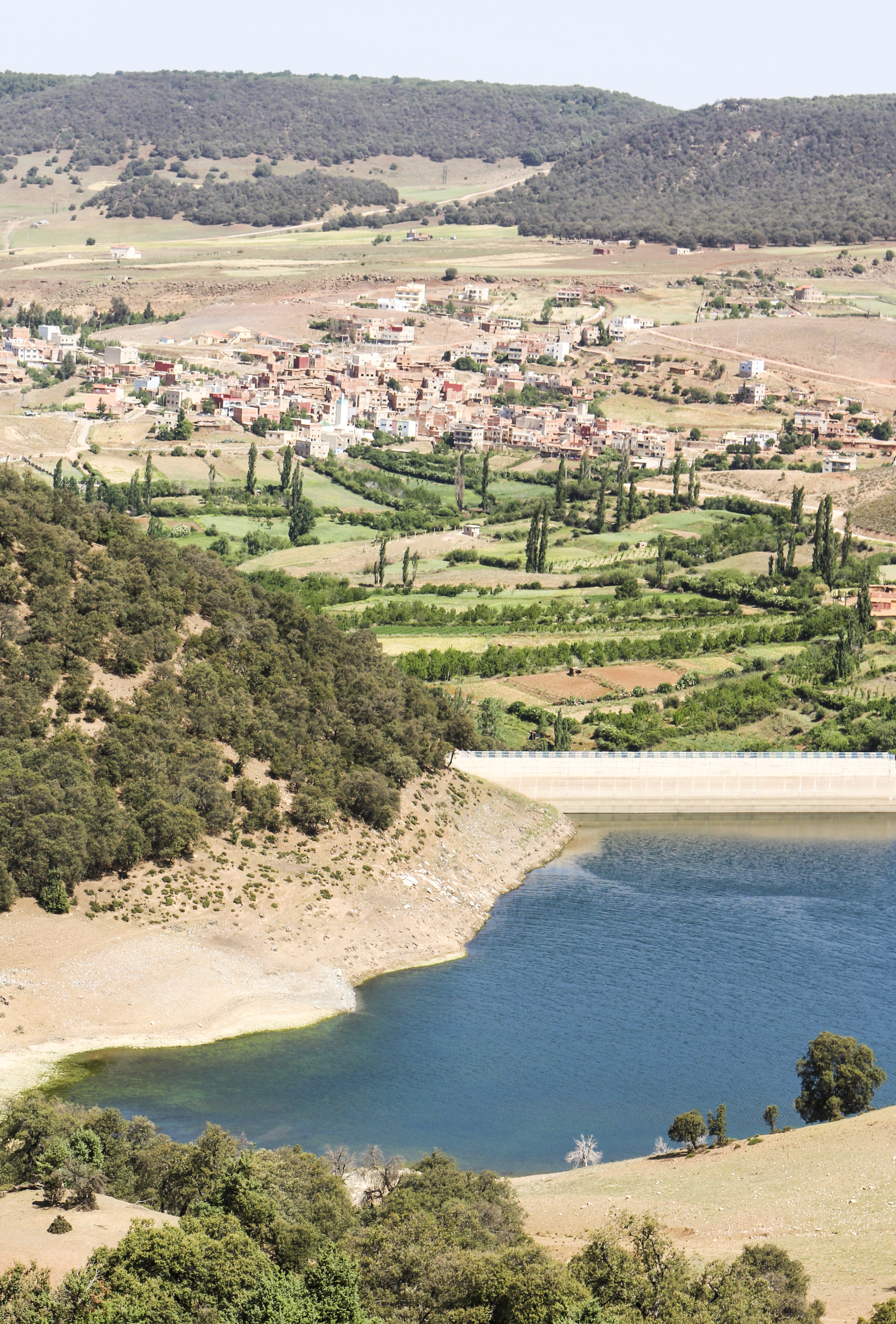
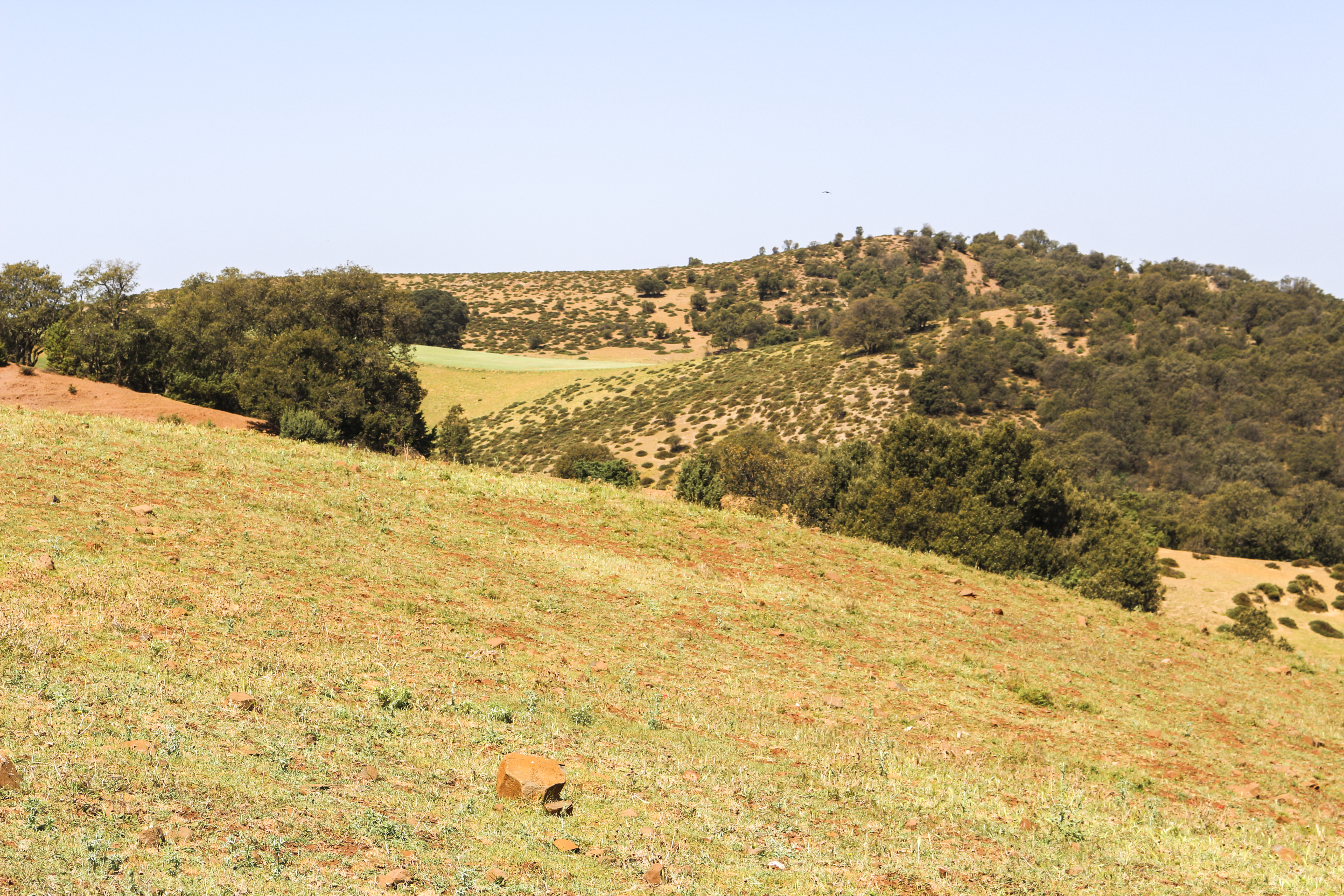
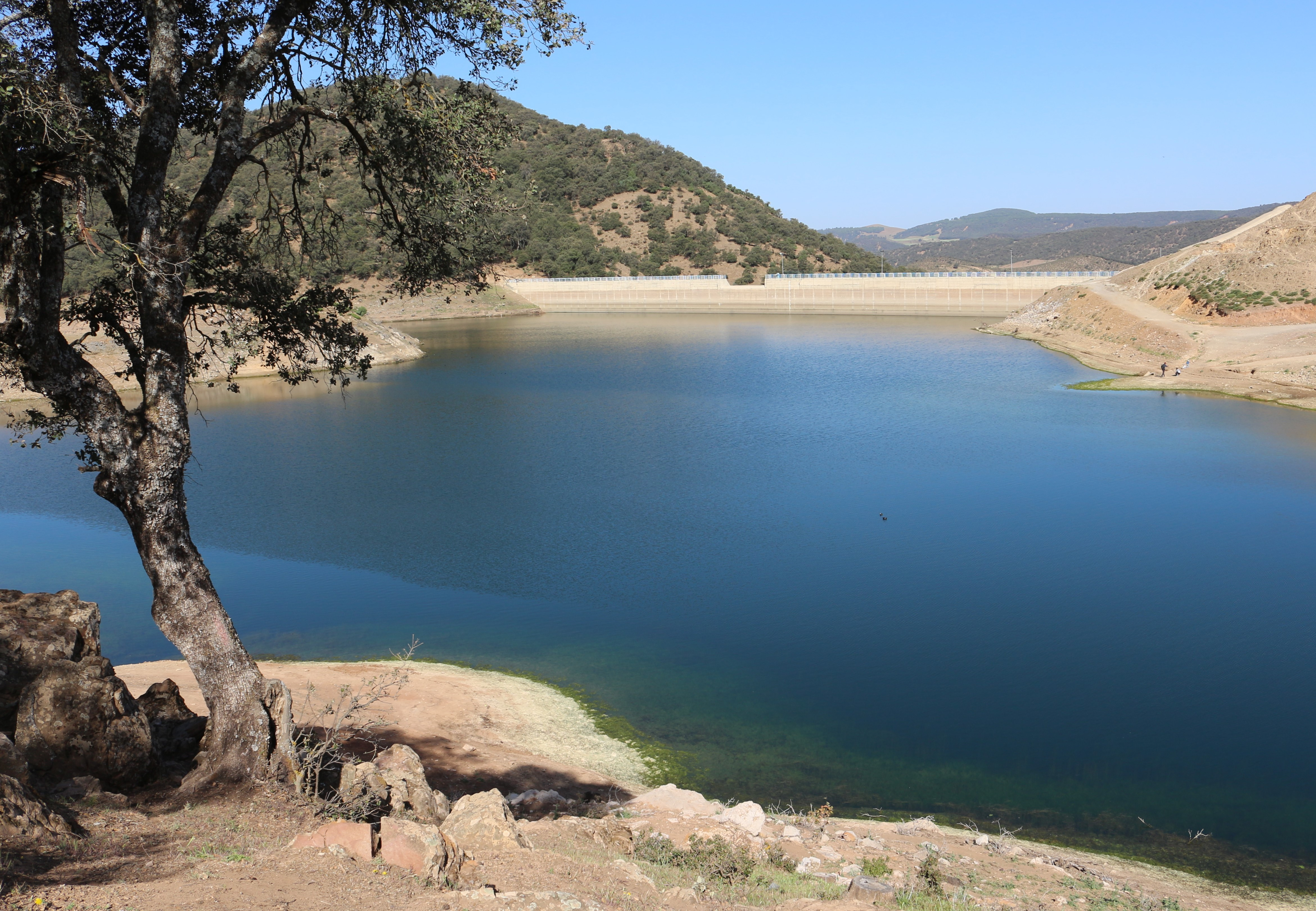
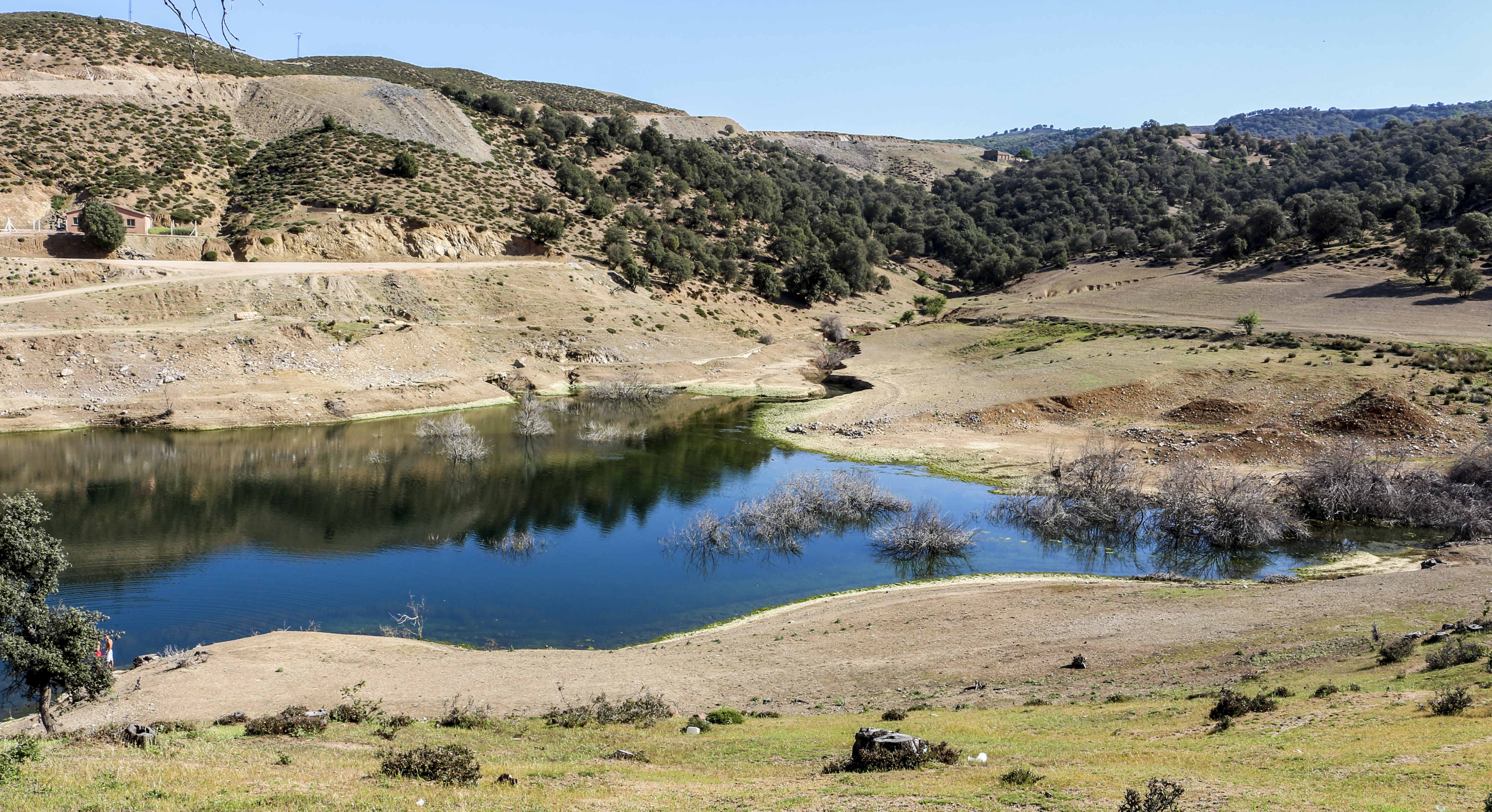
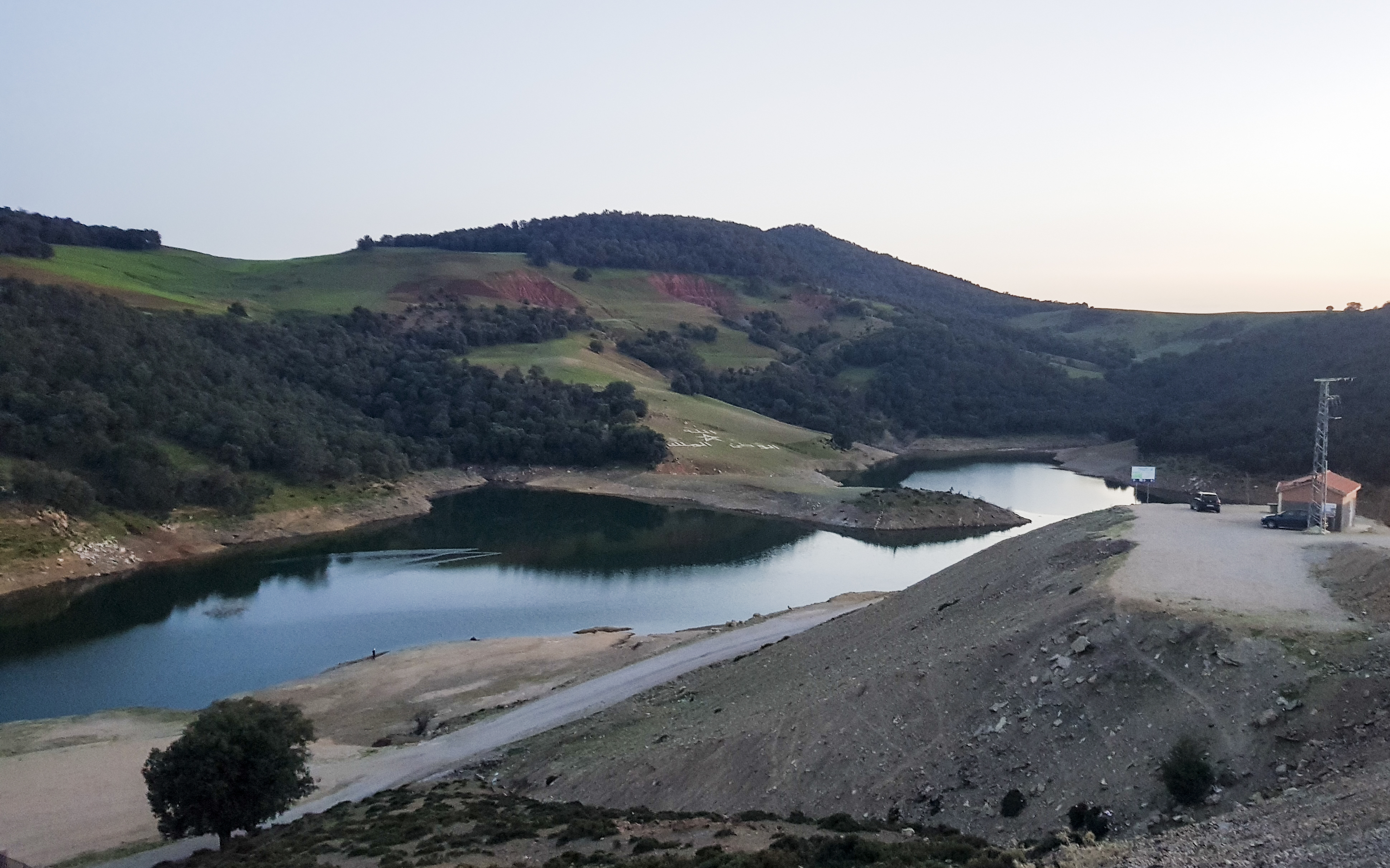
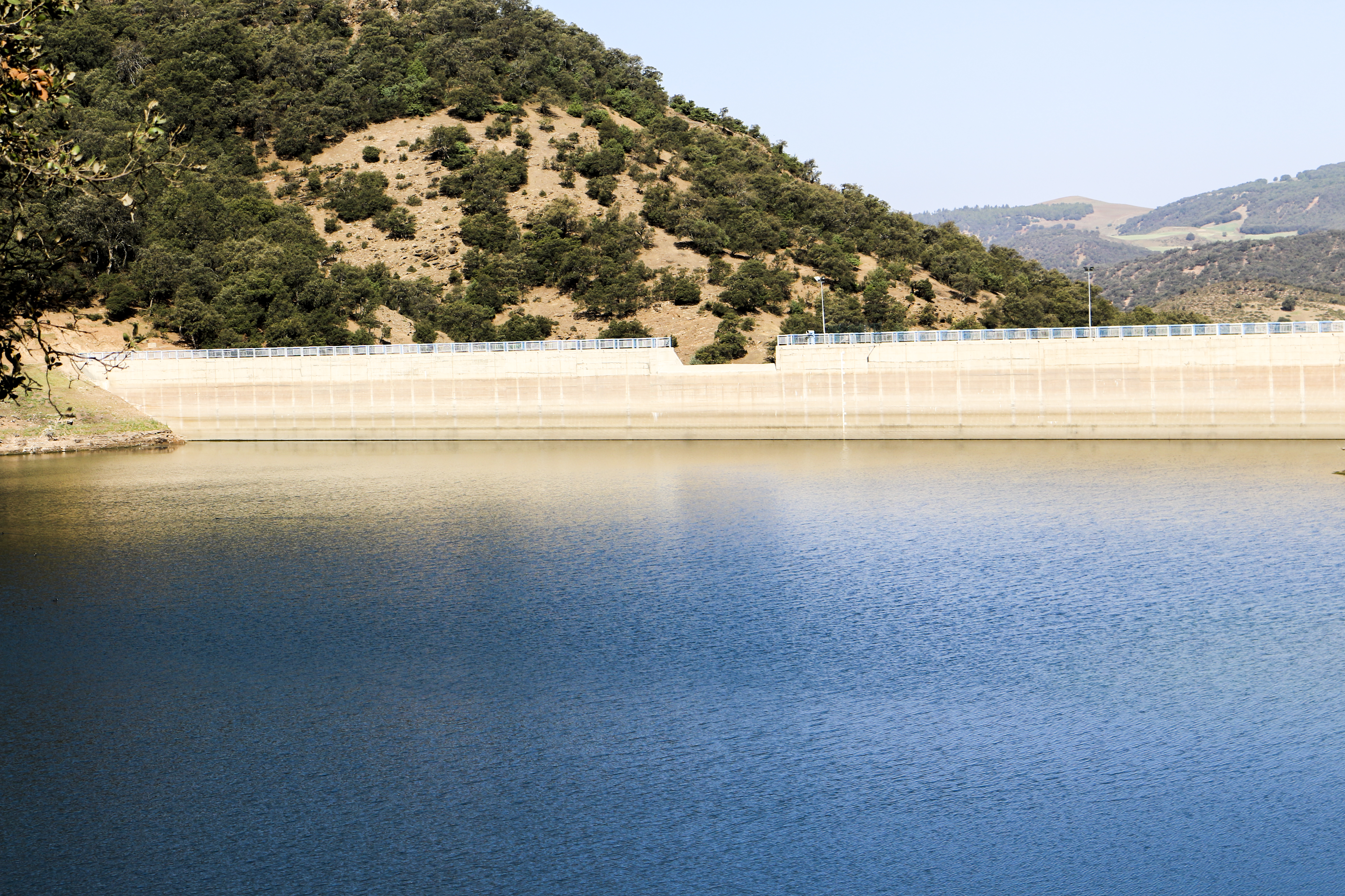
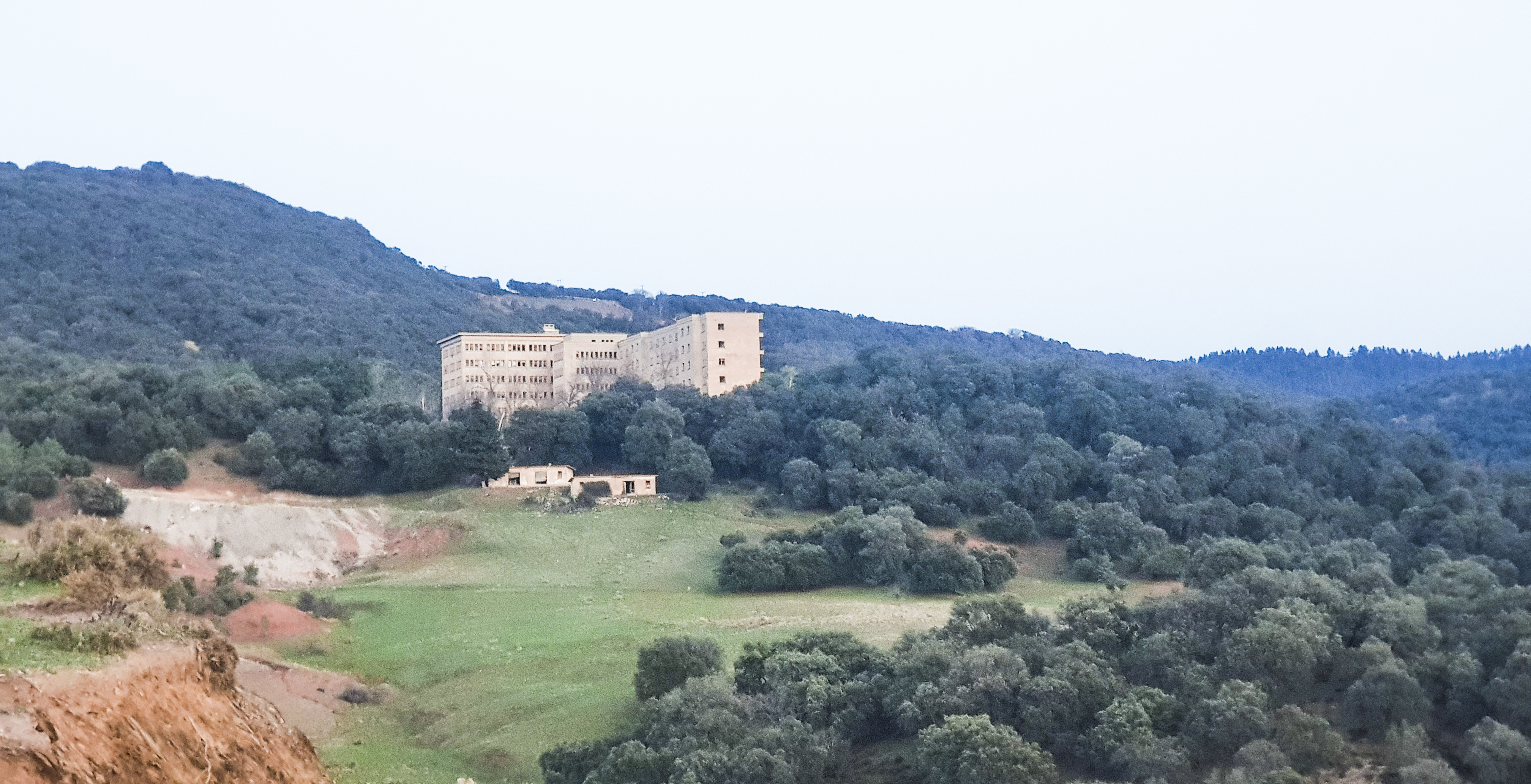
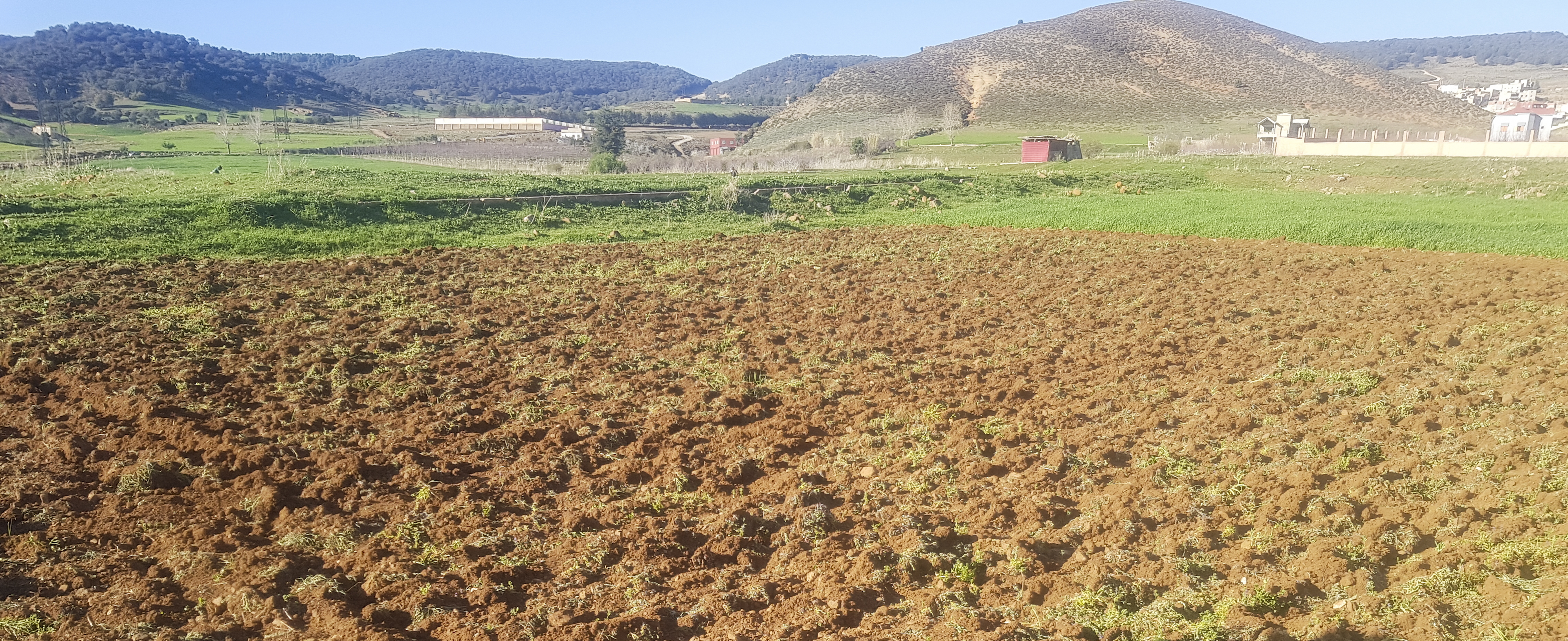

- منطقة أوني، زاوية بن صميم
- منطقة تاولمامت، زاوية بن صميم

## روابط خارجية
- البوابة الوطنية للجماعات الترابية نسخة محفوظة 12 مارس 2018 على موقع واي باك مشين.
- المندوبية السامية للتخطيط